# Aclella isthmiensis
Aclella isthmiensis är en insektsart som beskrevs av Desutter-grandcolas 2000. Aclella isthmiensis ingår i släktet Aclella och familjen syrsor. Inga underarter finns listade i Catalogue of Life.